# GLYATL2
GLYATL2 (англ. Glycine-N-acyltransferase like 2) – білок, який кодується однойменним геном, розташованим у людей на короткому плечі 11-ї хромосоми. Довжина поліпептидного ланцюга білка становить 294 амінокислот, а молекулярна маса — 34 277.
| 10         |  | 20         |  | 30         |  | 40         |  | 50         |
| ---------- |  | ---------- |  | ---------- |  | ---------- |  | ---------- |
| MLVLHNSQKL |  | QILYKSLEKS |  | IPESIKVYGA |  | IFNIKDKNPF |  | NMEVLVDAWP |
| DYQIVITRPQ |  | KQEMKDDQDH |  | YTNTYHIFTK |  | APDKLEEVLS |  | YSNVISWEQT |
| LQIQGCQEGL |  | DEAIRKVATS |  | KSVQVDYMKT |  | ILFIPELPKK |  | HKTSSNDKME |
| LFEVDDDNKE |  | GNFSNMFLDA |  | SHAGLVNEHW |  | AFGKNERSLK |  | YIERCLQDFL |
| GFGVLGPEGQ |  | LVSWIVMEQS |  | CELRMGYTVP |  | KYRHQGNMLQ |  | IGYHLEKYLS |
| QKEIPFYFHV |  | ADNNEKSLQA |  | LNNLGFKICP |  | CGWHQWKCTP |  | KKYC       |

A: Аланін

C: Цистеїн

D: Аспарагінова кислота

E: Глутамінова кислота

F: Фенілаланін

G: Гліцин

H: Гістидин

I: Ізолейцин

K: Лізин

L: Лейцин

M: Метіонін

N: Аспарагін

P: Пролін

Q: Глутамін

R: Аргінін

S: Серин

T: Треонін

V: Валін

W: Триптофан

Кодований геном білок за функціями належить до трансфераз, ацилтрансфераз. 
Задіяний у такому біологічному процесі, як ацетилювання. 
Локалізований у ендоплазматичному ретикулумі.